# Băuțar, Caraș-Severin
Băuțar este satul de reședință al comunei cu același nume din județul Caraș-Severin, Transilvania, România.
Deși astăzi satul este inclus în județul Caraș-Severin, nu face parte din Banatul istoric.

## Așezare geografică
Localitatea Băuțar este așezată pe cursul superior al Văii Bistrei, pe versanții sudici ai munților Poiana Ruscă și cei nordici ai munților Godeanu, la extremitatea nord-estică a județului Caraș-Severin pe șoseaua DN68 Caransebeș–Hațeg, la 32 + 050 km de Caransebeș.

## Istoric

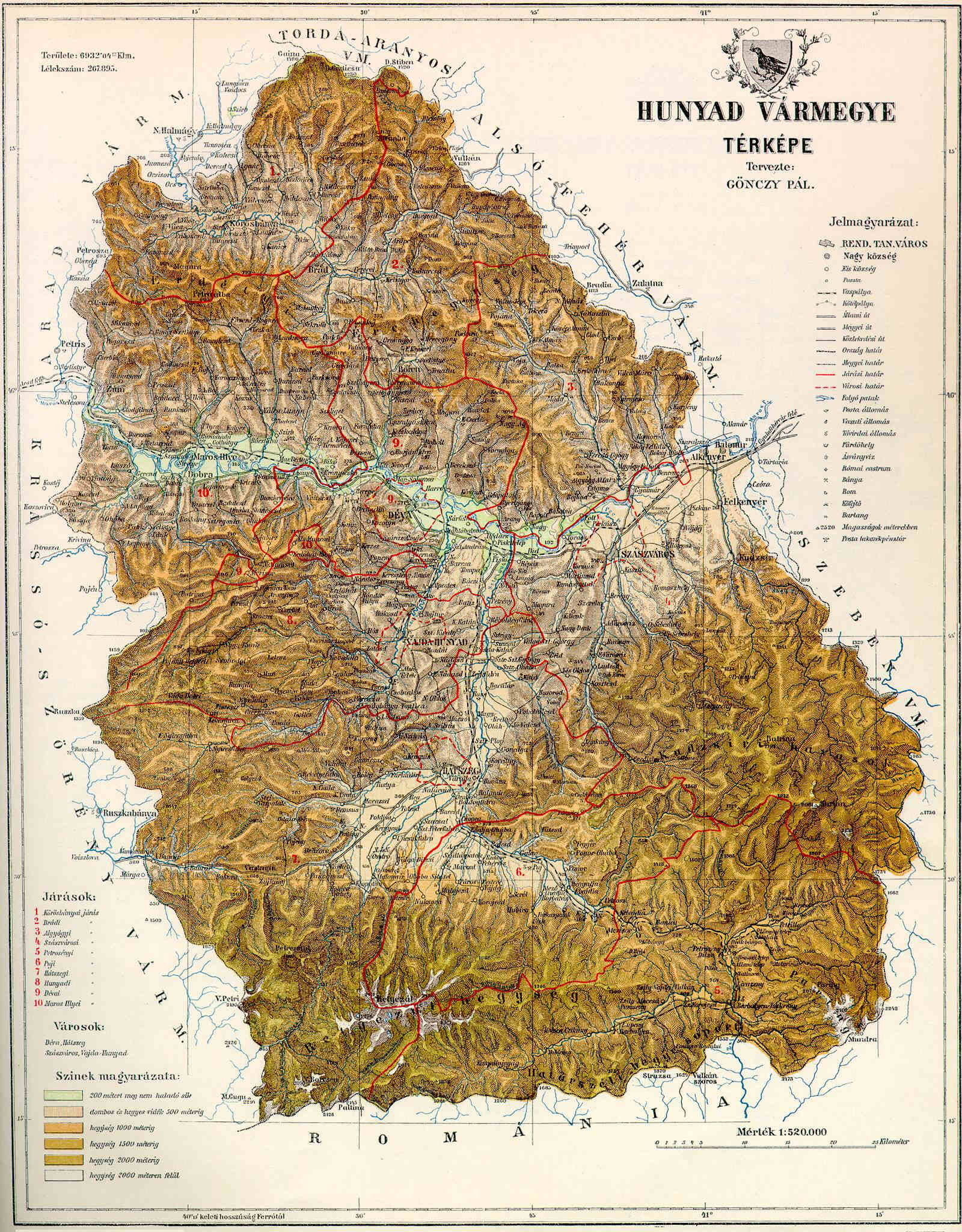
Hartă Comitatul Hunedoara (Hunyad)

Pană în 1920 satul a fost parte a comitatului Hunedoara (cunoscut și ca Varmeghia Hunedoarei, în maghiară Hunyad vármegye, în germană Komitat Hunyad, în latină Comitatus Hunyadiensis, a fost o unitate administrativă a Regatului Ungariei, care a funcționat în perioada 1265-1920. Capitala comitatului a fost orașul Deva).
Numele purtat în maghiară : Alsó-Baucár pentru Băuțarul Inferior, Felsõ-Baucár pentru Băuțarul Superior, Bukova pentru Bucova.

## Personalități
- Georgiana Diana Stăncioni, violonistă
- Aurelia (Lela) Vasiloni, poetă
- Mioara Georgiana Bugari, ingineră, director telecomunicații SFR Paris
- Augustin Pop Bociat (n.? - 1937), deputat în Marea Adunare Națională de la Alba Iulia 1918